# جمعية أصدقاء مرضى الثلاسيميا
جمعية أصدقاء مرضى الثلاسيميا هي جمعية أهلية وغير ربحية فلسطينية تأسست عام 1996 في الأراضي الفلسطينية وسُجلت في وزارة الداخلية والصحة الفلسطينية. الجمعية عضو في المجموعة العربية لمرضى الدم والاتحاد الدولي للثلاسيميا. ولها مجلس شبابي. يرأس مجلس إدارة الجمعية بشار الكرمي.

## وصلات خارجية
- الموقع الإلكتروني